# 1試合6安打
1試合6安打（いちしあいろくあんだ）とは野球において1人の打者が1試合に6本以上の安打（ヒット）を記録することである。
本項では1試合6安打および1試合7安打の達成事例について取り上げる。

## 達成回数と達成条件

### NPBにおける達成回数
日本プロ野球（NPB）において1試合6安打以上を記録した例は、17件確認されている。このうち、9イニング制の試合での達成が10件、延長戦での参考記録が7件である。内訳は以下のとおりである。
- 1試合6安打：計15件（9イニング：9件、延長戦：6件）
- 1試合7安打：計2件（9イニング：1件、延長戦：1件）

### 達成条件
1試合6安打を記録するためには、打者に6打席以上が与えられることが前提条件となる。
この条件を満たすためには、次のいずれか、もしくは両方が必要である：
- 所属チームの打線が好調で、打順が多く回ること（9イニング内の達成）
- 試合が延長戦に突入し、打席数が増加すること（延長戦での参考記録としての達成）

特に、9イニングの試合においては、通常1人の打者に与えられる打席数は4〜5回程度である。そのため、6打席以上が回ってくること自体が稀であり、1試合6安打は打者個人の好調さとチーム全体の攻撃機会が高度にかみ合ったときにのみ成立する記録であり、1人で達成できる記録ではない。
一方、延長戦では、試合が規定イニングを超えて継続することにより、打席数が増加する傾向がある。このため、延長戦で達成された記録については、9イニング制の試合での記録と区別され、「参考記録」として扱われることがある。

## NPBにおける1試合6安打達成者一覧
NPBにおいて1試合6安打を記録した選手は15人いる。そのうち9イニングの試合での達成がが9回、延長戦での達成が6回である。

### 9イニング記録
| 達成日        | 選手     | 所属           | 対戦相手       | 球場 | 打席数 | 打数 | 単打 | 二塁打 | 三塁打 | 本塁打 | 打点 | 詳細                                   |
| ------------- | -------- | -------------- | -------------- | ---- | ------ | ---- | ---- | ------ | ------ | ------ | ---- | -------------------------------------- |
| 1946年7月15日 | 河西俊雄 | グレートリング | ゴールドスター |      |        | 7    | 3    | 2      | 0      | 1      | 2    |                                        |
| 1949年4月19日 | 白石敏男 | 巨人           | 大洋           |      |        | 7    | 5    | 0      | 0      | 1      | 4    |                                        |
| 1951年8月26日 | 大沢伸夫 | 大洋           | 広島           |      |        | 6    | 3    | 1      | 0      | 2      | 6    |                                        |
| 1953年5月26日 | 渡辺博之 | 阪神           | 中日           |      |        | 6    | 5    | 1      | 0      | 0      | 5    |                                        |
| 1955年5月22日 | 仰木彬   | 西鉄           | トンボ         |      |        | 6    | 3    | 1      | 0      | 2      | 3    |                                        |
| 1974年5月10日 | 高田繁   | 巨人           | 中日           |      |        | 6    | 4    | 1      | 0      | 1      | 2    |                                        |
| 2003年7月27日 | 城島健司 | ダイエー       | オリックス     | 福岡 |        | 7    | 3    | 1      | 0      | 2      | 7    |                                        |
| 2018年9月16日 | 大山悠輔 | 阪神           | DeNA           | 横浜 | 6      | 6    | 3    | 0      | 0      | 3      | 7    | 左安 左本(1) 左本(2) 左安 中安 左本(3) |
| 2022年8月3日  | 大島洋平 | 中日           | ヤクルト       | 神宮 | 6      | 6    | 5    | 1      | 0      | 0      | 1    | 左2 中安 中安 左安 左安 右安           |

### 延長戦参考記録
| 達成日        | 選手               | 所属     | 対戦相手 | 球場           | 打席数 | 打数 | 単打 | 二塁打 | 三塁打 | 本塁打 | 打点 | 詳細                         |
| ------------- | ------------------ | -------- | -------- | -------------- | ------ | ---- | ---- | ------ | ------ | ------ | ---- | ---------------------------- |
| 1952年6月22日 | ジョン・ブリットン | 阪急     | 近鉄     |                |        | 6    |      |        |        |        | 2    |                              |
| 1961年4月19日 | 町田行彦           | 国鉄     | 広島     |                |        | 6    |      |        |        |        | 2    |                              |
| 1967年10月8日 | 近藤和彦           | 大洋     | 広島     |                |        | 6    |      |        |        |        | 0    |                              |
| 1997年9月19日 | 前田智徳           | 広島     | 巨人     |                |        | 6    |      |        |        |        | 1    |                              |
| 2006年9月17日 | 森本稀哲           | 日本ハム | ロッテ   | 札幌ドーム     | 6      | 6    | 4    | 2      | 0      | 0      | 1    | 左安 右安 左安 左2 右2 三安  |
| 2025年8月2日  | 西川愛也           | 西武     | ロッテ   | ベルーナドーム | 6      | 6    | 4    | 1      | 0      | 1      | 2    | 右安 右本 左2 左安 二安 中安 |

- 1950年に日本プロ野球がセ・リーグとパ・リーグの2リーグ制に移行したため[11]、1950年以降に記録された1試合6安打は、それぞれセ・リーグ記録またはパ・リーグ記録として扱われる[2]。
- 1試合6安打を記録した試合で所属チームが勝てなかった例は、近藤和彦、大島洋平、西川愛也の3例である。
- 1試合6安打を記録した選手のうち、河西俊雄、仰木彬、高田繁、前田智徳、森本稀哲、大島洋平、西川愛也の7人が1番打者として達成しており、最多である[1]。

## NPBにおける1試合7安打達成者一覧
NPBにおいて1試合7安打を達成した人は2人である。

### 9イニング記録
9イニングでは大下弘が達成しており、NPB唯一にして日本記録である。
| 達成日         | 選手   | 所属 | 対戦相手 | 球場   | 打席数 | 打数 | 単打 | 二塁打 | 三塁打 | 本塁打 | 打点 | 詳細 |
| -------------- | ------ | ---- | -------- | ------ | ------ | ---- | ---- | ------ | ------ | ------ | ---- | ---- |
| 1949年11月19日 | 大下弘 | 東急 | 大洋     | 甲子園 | 7      | 7    | 4    | 3      | 0      | 0      | 5    |      |

### 延長戦参考記録
延長戦では古川清蔵が延長18回で達成している。
| 達成日        | 選手     | 所属 | 対戦相手 | 球場 | 打席数 | 打数 | 単打 | 二塁打 | 三塁打 | 本塁打 | 打点 | 詳細 |
| ------------- | -------- | ---- | -------- | ---- | ------ | ---- | ---- | ------ | ------ | ------ | ---- | ---- |
| 1953年8月30日 | 古川清蔵 | 阪急 | 南海     | 西宮 |        | 9    |      |        |        |        | 2    |      |